# Nero eriocromo T
Il nero eriocromo T (NET) è un indicatore metallo-cromico, utilizzato nelle titolazioni complessometriche, come ad esempio nella misura della durezza dell'acqua.
Il nome "eriocromo" è un marchio registrato della società Huntsman Petrochemical LLC.
A temperatura ambiente si presenta come un solido nero dall'odore tenue. È un composto irritante, pericoloso per l'ambiente.

## Usi
Viene utilizzato come indicatore nelle titolazioni complessometriche degli ioni calcio e magnesio, per via del cambio di colore che avviene nelle sue soluzioni grazie alla sua particolare struttura quando si giunge al punto di equivalenza.
La titolazione infatti avviene ponendo poche gocce di una soluzione di NET nel campione di acqua in presenza di un tampone basico (come la coppia ammonio idrossido/ammonio cloruro), la quale assumerà una colorazione viola ciclamino (oppure tra il blu ed il nero se siamo in assenza di ioni metallici che il NET possa complessare). Titolando il campione con EDTA, i cationi in soluzione si complesseranno preferenzialmente con quest'ultimo, fino a giungere al punto di equivalenza oltre il quale la soluzione passerà da una colorazione viola-rossa ad una blu scuro.

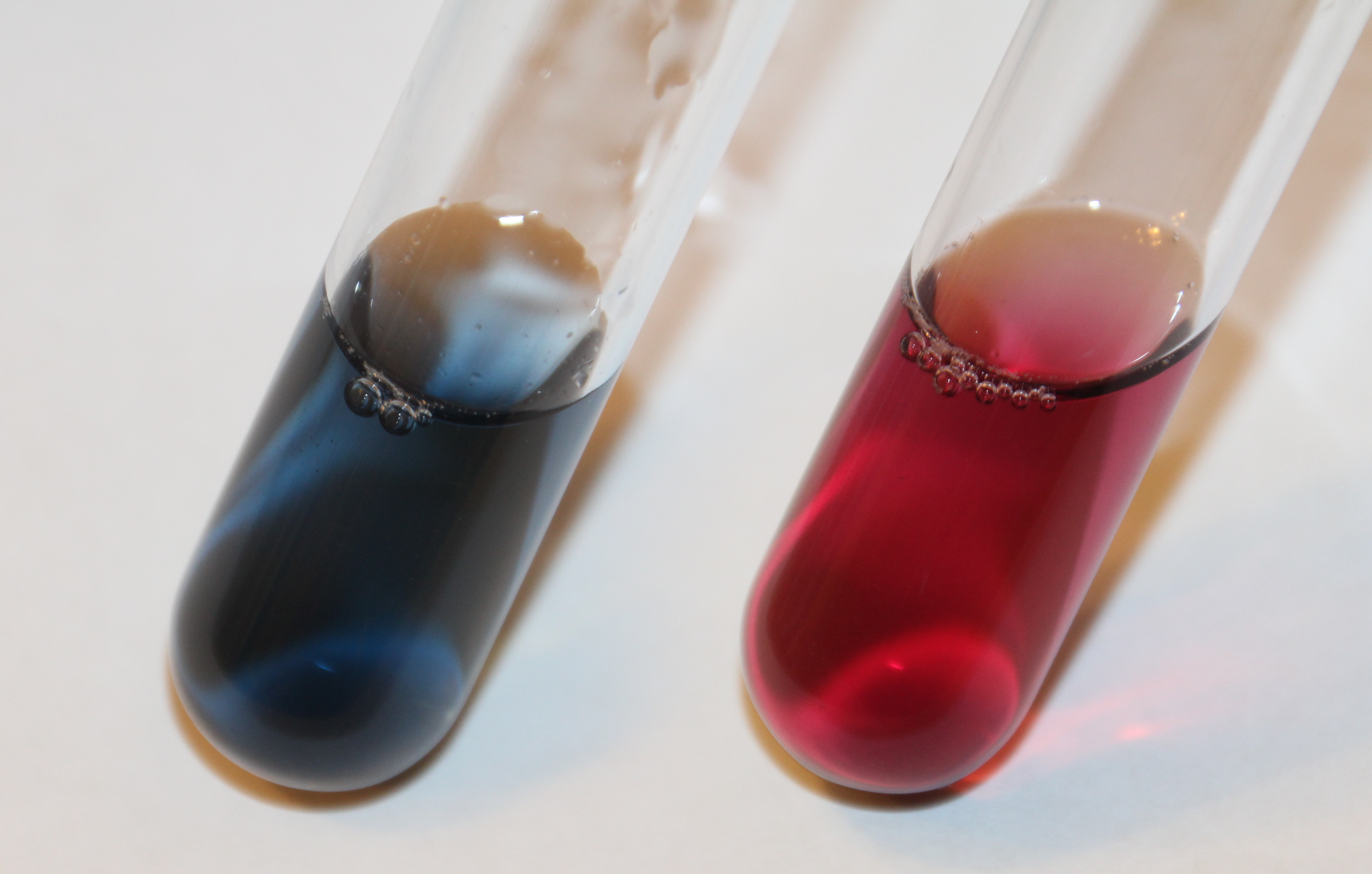
Variazione di colore di una soluzione di NET in assenza (blu) o in presenza (rossa) di cationi metallici

L'EDTA complessa il metallo in rapporto 1:1, quindi dai ml utilizzati per la titolazione, sapendo il volume preciso di acqua nel campione, si può calcolare la durezza dell'acqua in esame.
Il NET è stato anche utilizzato per la determinazione polarografica di alcune terre rare.